# Polonia en los Juegos Olímpicos de Los Ángeles 2028
Polonia participará en los Juegos Olímpicos de Los Ángeles 2028. Responsable del equipo olímpico es el Comité Olímpico Polaco, así como las federaciones deportivas nacionales de cada deporte con participación.